# John Byrom
John Byrom (también conocido como John Byrom de Kersal o John Byrom de Mánchester; 29 de febrero de 1692 - 26 de septiembre de 1763) fue un poeta inglés, inventor de un revolucionario sistema de taquigrafía y más tarde un significado terrateniente. Es recordado como el escritor de la letra del himno anglicano "Christians awake! Salute the happy morn" (¡Cristianos despertad! Saludad al feliz amanecer), que pudo ser un regalo de Navidad para su hija.

## Primeros años
Byrom era descendiente de una antigua familia adinerada de Lancashire. Ralph Byrom llegó a Mánchester desde Lowton en 1485 y se convirtió en un próspero comerciante de lana. Su hijo Adam adquirió propiedades en Salford, Darcy Lever, Bolton y Ardwick (aunque su riqueza no impidió que su hija mentalmente perturbada fuera acusada de brujería). Edward Byrom ayudó a frustrar un plan realista para apoderarse de Manchester en 1642.
Byrom nació en lo que ahora es The Old Wellington Inn (parte de Old Shambles), Mánchester, en 1692 (la propiedad fue posteriormente utilizada como una oficina de peajes del mercado, con alojamiento en los pisos superiores). The Wellington Inn, ahora una importante atracción turística, tiene una placa en el área del bar que conmemora su nacimiento. Sin embargo, algunas fuentes afirman que nació en Kersal Cell en Lower Kersal, en el municipio de Broughton, cerca de Salford, en las afueras de Mánchester. Según Bailey, era uno de los hombres más altos del reino.
Su posición privilegiada le permitió obtener una educación excelente, incluyendo The King's School, Chester y la Merchant Taylors' School, London. Estudió en el Trinity College (Cambridge), convirtiéndose en miembro en 1714. Posteriormente viajó al extranjero y estudió medicina en Montpellier, Francia.

## Byrom y la taquigrafía

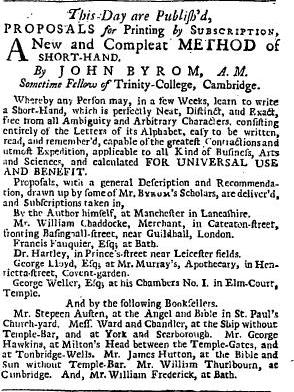
Anuncio en el periódico Daily Gazetteer del sistema de taquigrafía de Byrom (1741)

Byrom inventó un sistema de taquigrafía y, habiéndolo perfeccionado, regresó a Inglaterra en 1716. Algunos de los habitantes de Mánchester intentaron persuadirlo para que estableciera una consulta médica en la ciudad, pero decidió que sus habilidades eran insuficientes para iniciar una carrera como médico y resolvió enseñar su sistema de taquigrafía en su lugar. Poco después de recibir su herencia familiar en 1740, patentó su Nueva taquigrafía universal. Este sistema de taquigrafía, que se enseña oficialmente en las universidades de Oxford y Cambridge, fue utilizado por el secretario de la Cámara de los Lores.
El 16 de junio de 1742, Su Majestad Jorge II aseguró a John Byrom, M.A., el derecho exclusivo de publicar durante un determinado período de años (21) el arte y el método de taquigrafía inventados por él.
Su sistema de taquigrafía fue publicado póstumamente como La taquigrafía universal en inglés, que, aunque fue reemplazada en el siglo XIX, marcó un desarrollo significativo en la historia de la taquigrafía. Fue utilizado por John (1703-1791) y Charles Wesley (1707) -1788), fundadores del metodismo, que registraron sus autoexámenes en diarios codificados.

## Vida familiar
La casa ancestral de la familia Byrom es Byrom Hall en Slag Lane en Lowton (la calle de acceso se llama Byrom Lane), casa que ocupó de vez en cuando, aunque parece haber residido en gran medida en la ciudad de Mánchester y en Kersal Cell.
Tuvo varios hijos, pero su favorita fue su hija Dorothy, conocida como Dolly. En diciembre de 1745, después de jugar con ella, prometió escribirle algo para Navidad; iba a ser escrito especialmente para ella y para nadie más. La encantada Dolly le recordó a su padre su promesa cada día a medida que se acercaba la Navidad. La mañana de Navidad, cuando acudió a desayunar, encontró varios regalos esperándola. Entre ellos había un sobre dirigido a ella con la letra de su padre. Fue lo primero que abrió y, para su gran deleite, resultó ser un villancico titulado "¡Cristianos despertad! Saludad al feliz amanecer". El manuscrito original, encabezado con "Christmas Day for Dolly", se publicó por primera vez en el Manchester Mercury de Harrop en 1746.

## Obra literaria
Aunque Byrom es principalmente recordado por este villancico, fue considerado por sus contemporáneos como un poeta y un hombre de letras. La mayoría de sus poemas, el más conocido de los cuales es "Mi espíritu anhela por Ti", eran de tono religioso. También es recordado por sus epigramas y, sobre todo, por su acuñación de la frase "Tweedledum y Tweedledee" (en relación con una disputa sobre los méritos de los dos compositores, Handel y Bononcini).

## Personalidad misteriosa
Byrom no llevó una vida en provincias corriente. Fue miembro de la Royal Society, en la época en la que Isaac Newton fue presidente. Frecuentó algunos círculos sociales e intelectuales muy influyentes en Londres y en otros lugares. La investigación moderna ha revelado que fue un hombre misterioso. En primer lugar, está la cuestión de sus opiniones políticas. Alguna vez se pensó que era un jacobino silente, pero ahora se sugiere que pudo haber actuado como un agente doble, el "Camaleón de la Reina". Sus puntos de vista podrían resumirse en el verso que compuso, en forma de brindis:

God bless the King! (I mean our faith's defender!)
God bless! (No harm in blessing) the Pretender.
But who Pretender is, and who is King,
God bless us all! That's quite another thing!
: ¡Dios bendiga al Rey! (¡Quiero decir, el defensor de nuestra fe!)
¡Dios bendiga! (Sin daño en la bendición) al Pretendiente.
¿Pero quién es el pretendiente y quién es el rey?
¡Dios nos bendiga a todos! ¡Eso es otra cosa!

Byrom murió en 1763 y está enterrado en la capilla privada de su familia, que ahora se conoce como la Capilla de Jesús en la Catedral de Mánchester. Sus documentos, aunque se conservaron por algún tiempo después de su muerte, fueron misteriosamente destruidos en el siglo XIX. Miembro de la francmasonería, algunos indicios sugieren que Byrom pudo haber pertenecido a una sociedad cuasi masónica temprana, conocida como el "Cabala Club", similar a la Sociedad de Caballeros Spalding, y que pudo estar interesado en el ocultismo.
Su biblioteca de libros y manuscritos fue donada a la Biblioteca de Chetham por su descendiente Eleanora Atherton en 1870.